# Ludwig Herhold
Ludwig Herhold (geboren 2. Oktober 1837 in Hannover; gestorben nach 1895) war ein deutscher Bühnen-Schriftsteller und Kunstsammler.

## Leben
Der in der Residenzstadt des Königreichs Hannover noch vor Beginn der Industrialisierung geborene Ludwig Herhold verfasste ab 1870 verschiedene Theaterstücke und Schriften wie etwa Böse Zungen. Ein humoristisches Wörterbuch über die Frauen 1887 verfasste er zudem ein Nachschlagewerk mit dem Titel Lateinischer Wort- und Gedankenschatz. Ein Hilfs- und Nachschlagebuch der hauptsächlichsten lateinischen Ausdrücke, Sprichwörter, Citate, Devisen, Inschriften, das auch eine Übersetzung in die deutsche Sprache umfasste.
In den 1880er Jahren war Herhold in den Besitz des zuvor dem Grafen Alfred von Wedel gehörigen, als Villa Wedel von Edwin Oppler erbauten, nun Villa Herhold genannten Immobilie unter der Adresse Parkstraße 1 (jetzt: Wilhelm-Busch-Straße; im Zweiten Weltkrieg zerstört).
Während seiner zahlreichen Reisen insbesondere nach Spanien, Italien und Flandern trug Herhold eine umfangreiche Kunst- und Gemäldesammlung zusammen, außerdem Möbel und Ausstattungsstücke sowie farbenprächtige Textilien und kostbare Stickereien, die als Bezüge und Applikationen in seiner Villa dienten. Sie zählte zu den herausragenden Sehenswürdigkeiten der Stadt Hannover und versammelte im Gästebuch „zahlreiche Namen fürstlicher Persönlichkeiten, hochstehender Männer aller Stände und namhafter Künstler“.
In seiner zweiten Lebenshälfte reifte in Ludwig Herhold der Entschluss, sich auf langjährige Reisen in „die Länder des Südens“ zu begeben. Er beauftragte daher das Auktionshaus Lempertz mit dem Verkauf sämtlicher Kunstwerke aus seiner Villa. Dort auch waren die über fünf Tage andauernden Versteigerungen Ende März 1882 angesetzt.

## Schriften
- Katzenjammer. Solo-Scene (für einen Herrn), Berlin: Bloch, (1870)
  - Neuauflage (= Solo-Szene Nr. 38), Berlin: E. Bloch, 1922
- Böse Zungen. Ein humoristisches Wörterbuch über die Frauen, 2 Bände, Berlin: Hofmann, 1874
- Im schwarzen Frack. Lustspiel, Berlin: Bloch, 1875
- Station Elm. Lustspiel in 1 Act nach Guillemot, Hannover: Fr. Cruse's Buchhandlung u. Antiquariat (Gustav Othmer), 1875
- Sie photographirt. Lustspiel in 1 Akt (= Eduard Bloch's Theater-Gartenlaube, Bd. 153), Berlin: Bloch, [1885]
- Lateinischer Wort- und Gedankenschatz. Ein Hilfs- und Nachschlagebuch der hauptsächlichsten lateinischen Ausdrücke, Sprichwörter, Citate, Devisen, Inschriften u. s. w.; nebst deutscher Übersetzung, Hannover: Hahn, 1887